# Hydepark (Doorn)
Hydepark is een landgoed en conferentiecentrum in Doorn. Het conferentiecentrum is eigendom van de Protestantse Kerk in Nederland.

## Geschiedenis

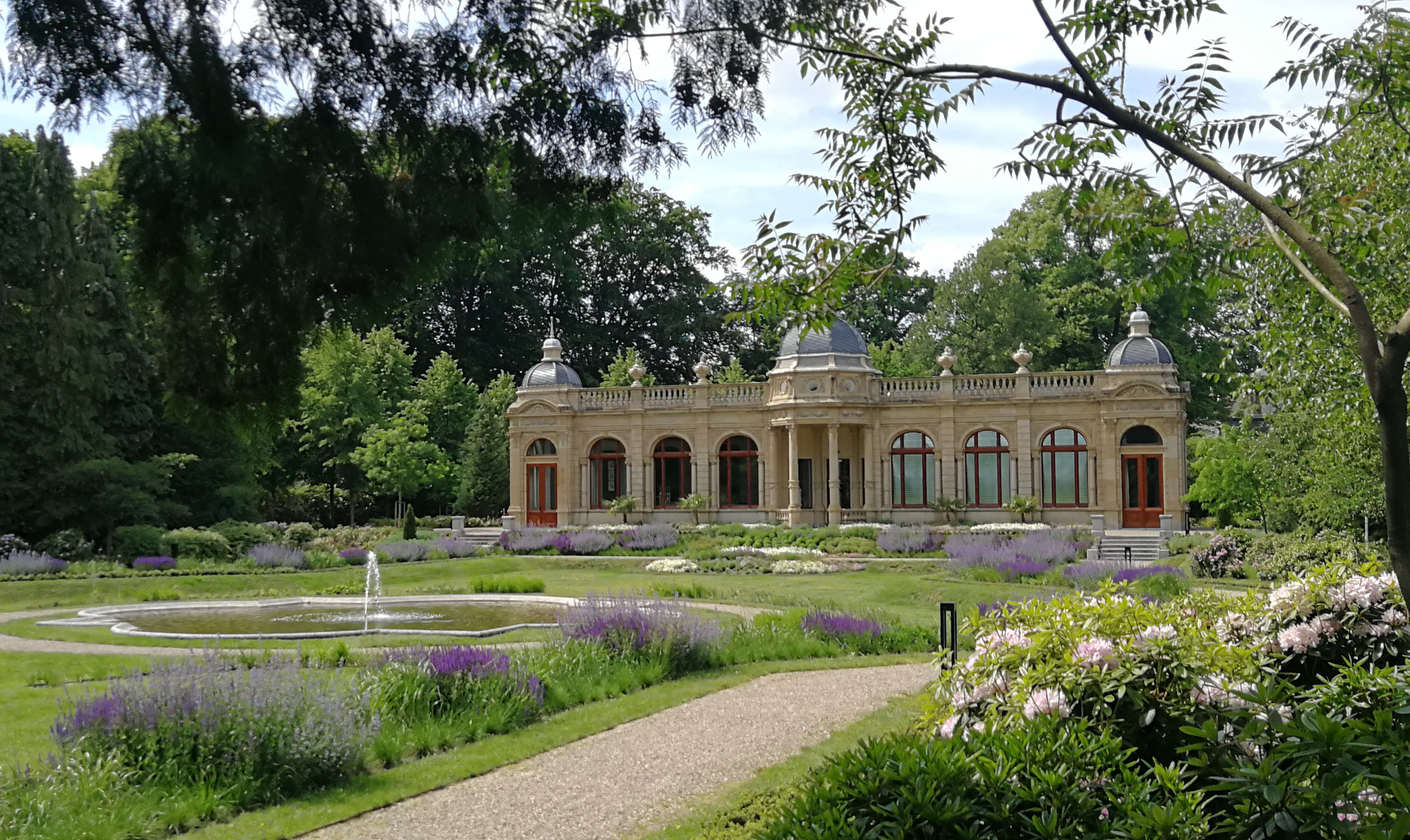
Oranjerie

In 1815 kocht de koopman H.P. Hoff 50 ha heidegrond tussen de Driebergsestraatweg en de Arnhemse Bovenweg van Domeinen. Hierop bouwde hij het daaropvolgende jaar een villa met neogotische ramen en een rieten dak. Ten noorden van de Arnhemse Bovenweg kocht hij aansluitend nog 61 ha grond. Dit werd deels als bouwland, deels met bosbouw, in cultuur gebracht. 
Na het overlijden van Hoff, in 1839, kocht de Langbroekse burgemeester H. de Vriendt het land. In 1851 werd het gekocht door A. Pit, die het in 1861 verkocht aan G. Vas Visser. Deze sloopte de oorspronkelijke villa en bouwde een nieuwe hoofdwoning. Op het landgoed zijn nog steeds oorspronkelijke woningen voor het personeel aanwezig:  een koetsierswoning, tuinmanswoning, stokerswoning, kinderhuisje en ijskelder aanwezig. Aan weerszijden van de toegangsweg bevinden zich portierswoningen. Naast de koetsierswoning bevond zich het koetshuis, maar dat werd in 1953 door brand verwoest. Op het landgoed werd ook een boerderij, met aparte varkensstal en paardenstal, gebouwd.

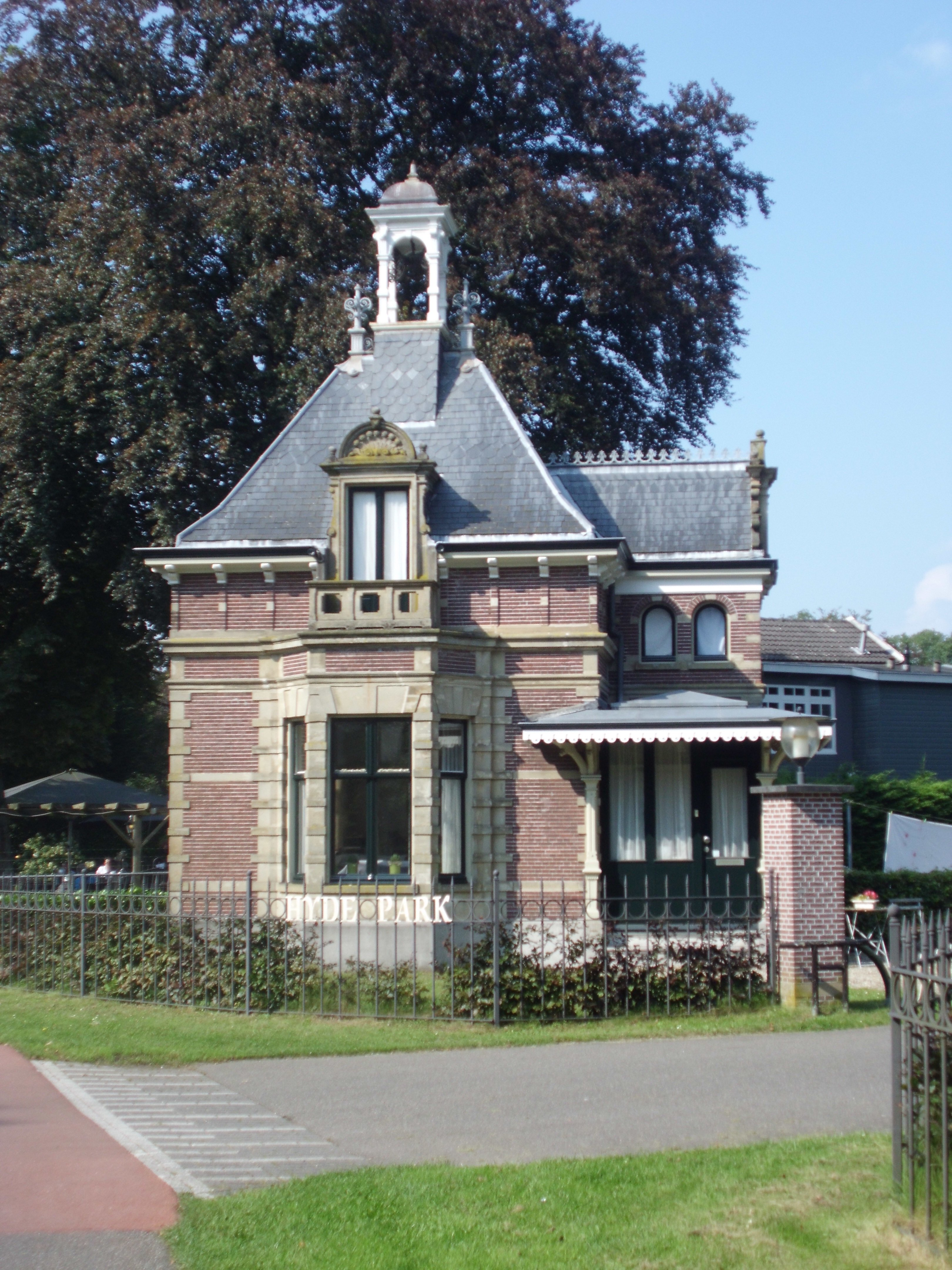
Een van de twee portierswoningen

Nadat het in 1880 en 1884 doorverkocht was, kwam het leegstaande buitenhuis, Villa Heydepark, in 1885 in bezit van Hendrik Maurits Jacobus van Loon, een Nederlandse bankier. J.N. Landré bouwde, in opdracht van Van Loon, een nieuwe woning in Neorenaissance-stijl naar voorbeeld van het Centraal Station te Amsterdam en het Rijksmuseum. In de buurt kwam het gebouw al gauw bekend te staan als 'het paleis'. Het huis was voorzien van alle gemakken van die tijd, zoals stromend water en elektriciteit. Daarvoor werd zelfs een aparte elektriciteitscentrale gebouwd. Het hoofdgebouw is in gebruik onder de naam Oranjerie Hydepark. Tuinarchitect Hendrik Copijn kreeg de opdracht het landgoed, omgedoopt tot Hydepark, in te richten. Net als in Kasteel de Haar bracht hij een berceau aan in de tuin. 
In de Tweede Wereldoorlog werd het hoofdgebouw in gebruik genomen door Duitse soldaten. Het huis raakte beschadigd door een Brits bombardement. Kort voor het einde van de oorlog had er een drinkgelag plaats in de kelder. De munitie die daar lag opgeslagen kwam tot ontploffing, waardoor het huis verwoest werd.
Het landgoed werd in 1951 gekocht door de Generale Financiële Raad van de Nederlandse Hervormde Kerk. Deze Raad wilde het gebruiken als onderkomen voor hun Theologisch Seminarium. In de laatste fase van hun kerkelijke opleiding zouden hervormde theologiestudenten zich op het park bezinnen op hun toekomstig ambt als predikant. Naast hervormde studenten kwamen er tevens veel gereformeerde theologiestudenten voor studieweekenden en conferenties. Ook werd het landgoed gebruikt voor conferenties van de hervormde synodevergaderingen. Anno 2019 is het Theologisch Seminarium als nascholingscentrum onderdeel van de Protestantse Theologische Universiteit.
Op Hydepark werd de Protestantse Kerk in Nederland (PKN) formeel opgericht. Op vrijdag 30 april 2004 ondertekenden de voorzitters en secretarissen van de drie betrokken kerken de notariële akte.
In februari 2007 werd de voormalige koetsierswoning op het seminarieterrein, na meer dan een jaar leegstand, gekraakt.
In april 2011 is de ommuurde moestuin, aan de zuidrand van het complex, na een ingrijpende restauratie heropend. De moestuin ligt bij het terrein van de Doornse vestiging van Bartiméus.
Per 1 juli 2014 werd het conferentiecentrum gesloten. Ook in het nabijgelegen F.D. Roosevelthuis, een zorghotel, gebouwd in 1968, was het onmogelijk om tot een sluitende exploitatie te komen. Beide gebouwen waren bovendien zodanig verouderd dat het niet rendabel was om ze op te knappen. Het gebouw van de PKN werd gesloopt. Het orgel, de vleugel en een deel van de voorwerpen uit de voormalige kapel zijn in de nieuwe kapel ondergebracht. Het nieuwe conferentiecentrum, Nieuw Hydepark genaamd, is in 2016 in gebruik genomen. Na sloop van het zorghotel, de nieuwe naam ervan is Rooseveltpaviljoen, werd dat deel van het terrein teruggegeven aan de natuur. In het nieuwe gebouw, met hotelkamers op 3-sterrenniveau en vergaderzalen, zijn alle functies geïntegreerd.  
Per 2020 startte in de oranjerie het KRO-NCRV televisieprogramma Jacobine op 2 op NPO 2. De laatste uitzending vond op 30 oktober 2022 plaats.
Op 1 oktober 2022 wijdde Petrus in het land een televisie-uitzending van KRO-NCRV aandacht aan verblijf in het zorghotel en aan het landgoed waar dit Rooseveltpaviljoen is gelegen.

## Rijksmonumenten
Alle rijksmonumenten van Hydepark:
- Parkaanleg: Rijksmonumentnr. 530562

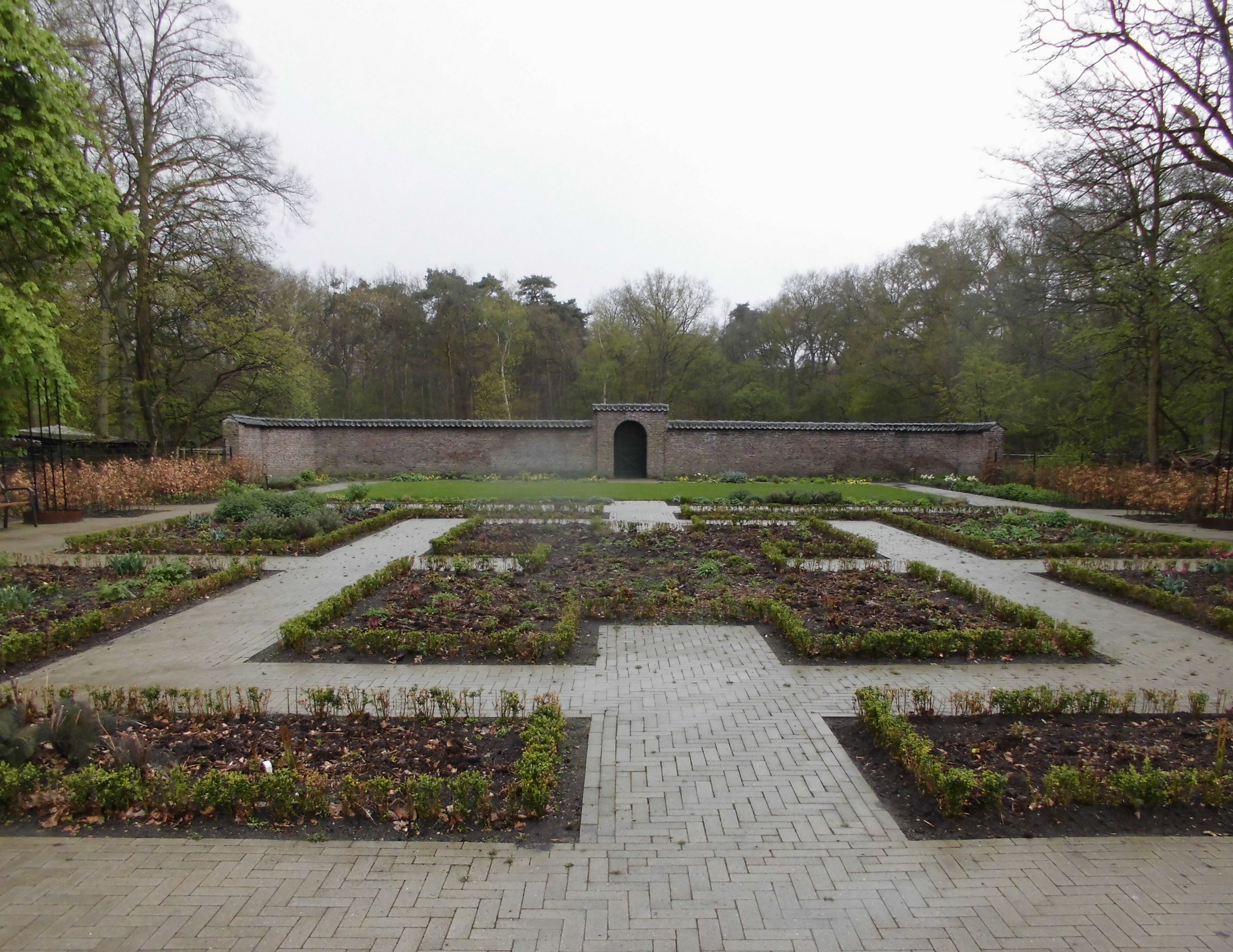
Rozentuin

- Portierswoning Driebergsestraatweg 52: Rijksmonumentnr. 530567
- Portierswoning Driebergsestraatweg 34: Rijksmonumentnr. 530563
- Langhuisboerderij, schuren en stallen Rijksmonumentnr. 530564
- Tuinmanswoning: Rijksmonumentnr. 530569
- Grotto: Rijksmonumentnr. 530572
- Tuinprieel: Rijksmonumentnr. 530568
- IJskelder: Rijksmonumentnr. 530571
- Oranjerie: Rijksmonumentnr. 530570
- Ommuurde moestuin aan de zuidrand van het complex, rijksmonumentnummers 530577 t/m 530591